# Cattedrale di Santa Maria di Mediavilla
La cattedrale di Santa Maria di Mediavilla o cattedrale dell'Assunzione di Maria (in spagnolo: Nuestra Señora de la Asunción) si trova nella città di Teruel, in Spagna, ed è la chiesa cattedrale della diocesi di Teruel e Albarracín, insieme alla cattedrale di Albarracín.

## Storia
La prima chiesa era dedicata a Santa Maria di Mediavilla. La costruzione ebbe inizio nel 1171 e si è conclusa con l'istituzione della torre moresca nel 1257. La chiesa è stata elevata a cattedrale con la creazione della diocesi di Teruel, nel 1587. L'edificio originale era in stile romanico, ma ha subito cinque interventi di restauro e ricostruzione per giungere al suo stato attuale, nel quale spicca lo stile moresco e mudéjar.
L'edificio è monumento nazionale dal 3 giugno del 1931, la cattedrale è stata dichiarata Patrimonio dell'umanità dall'UNESCO nel 1986.